# Tyta reducta
Tyta reducta là một loài bướm đêm trong họ Noctuidae.